# Angahuán
Angahuán är en ort i Mexiko.   Den ligger i kommunen Uruapan och delstaten Michoacán de Ocampo, i den södra delen av landet, 300 km väster om huvudstaden Mexico City. Angahuán ligger 2 396 meter över havet och antalet invånare är 4 864.
Terrängen runt Angahuán är huvudsakligen kuperad, men åt nordost är den bergig. Terrängen runt Angahuán sluttar västerut. Runt Angahuán är det ganska tätbefolkat, med 86 invånare per kvadratkilometer. Närmaste större samhälle är Nuevo San Juan Parangaricutiro, 17,4 km sydost om Angahuán. I omgivningarna runt Angahuán växer i huvudsak blandskog.